# Oscar Isaac

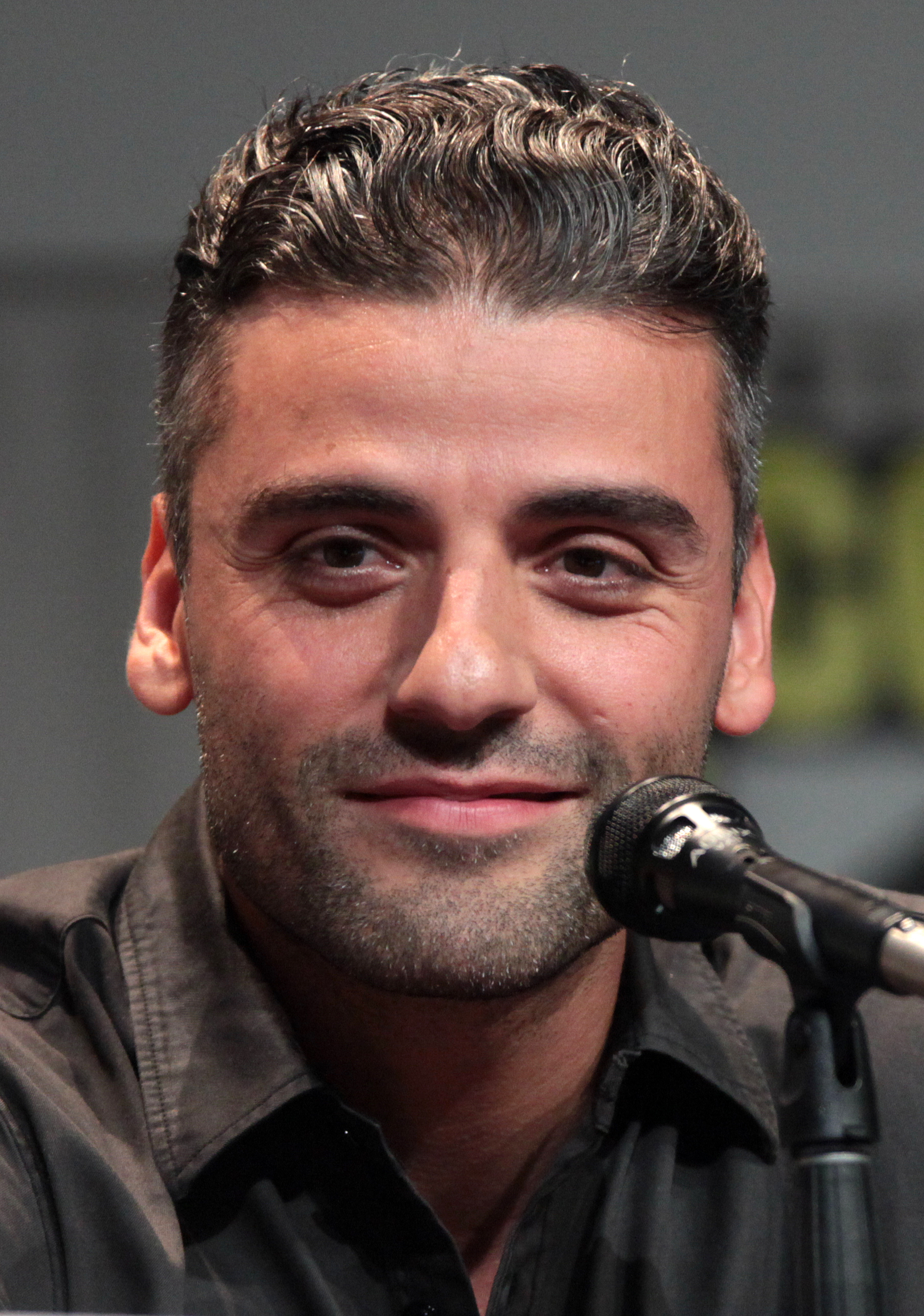
Oscar Isaac (2015)

Óscar Isaac Hernández Estrada (* 9. März 1979 in Guatemala-Stadt) ist ein guatemaltekisch-kubanisch-US-amerikanischer Schauspieler und Filmproduzent. Für seine Rolle des Politikers Nick Wasicsko in der Miniserie Show Me a Hero erhielt er 2016 einen Golden Globe als bester Hauptdarsteller. Einem breiten Publikum bekannt wurde er durch seine Rollen in Star Wars: Das Erwachen der Macht (2015), Dune (2021), Moon Knight (2022) und als titelgebender Antagonist in X-Men: Apocalypse (2016).

## Leben und Karriere
Oscar Isaac ist der Sohn eines Kubaners und einer Guatemaltekin, der in Miami, Florida aufwuchs. Isaacs Familie gehört der evangelikalen Glaubensrichtung an. Er hat auch israelische und französische Wurzeln. In seiner Jugend war er Mitglied der Band The Blinking Underdogs, wenngleich er mit ihr kaum nationale Berühmtheit erlangte. Wegen seiner Liebe zur Schauspielerei besuchte er daraufhin die Juilliard School, an der er 2005 seinen Abschluss machte. Sein Filmdebüt gab er 2002 im Actionfilm All About the Benjamins an der Seite von Ice Cube und Mike Epps.
Bekannt wurde er 2006 durch die Bibelverfilmung Es begab sich aber zu der Zeit …, in der er Joseph – den Ziehvater Jesu – verkörperte. Für seine Darstellung wurde er 2007 im Rahmen der MovieGuide Awards mit dem Grace Award ausgezeichnet. 2008 stand er für die Filmbiografie Guerilla von Steven Soderbergh vor der Kamera. 2009 spielte er im australischen Film Balibo den späteren Staatspräsidenten Osttimors José Ramos-Horta. Der Film erhielt einen Preis als bester australischer Film des Jahres.
Neben seiner Arbeit für Film und Fernsehen steht Isaac auch in Broadway-Produktionen auf der Bühne und konnte im Sommer 2005 so für Zwei Herren aus Verona von William Shakespeare verpflichtet werden. 2007 gab er im Delacorte Theater im Central Park den Romeo in Shakespeares Romeo und Julia. In dem 2013 erschienenen Film der Brüder Coen Inside Llewyn Davis spielt er die Hauptrolle des dauermelancholischen Folk-Sängers Llewyn Davis, der auf der Suche nach dem Sinn im Leben ist. Der Film wurde auf den Filmfestspielen von Cannes 2013 präsentiert und erhielt positive Resonanzen. Ende April 2014 wurde bekannt gegeben, dass er 2015 eine Rolle in Star Wars: Das Erwachen der Macht übernehmen wird, und zwar die des Widerstandspiloten Poe Dameron, welchen er auch in Star Wars: Die letzten Jedi (2017) spielte. Im November 2014 wurde bekannt, dass er in X-Men: Apocalypse (2016) den titelgebenden Bösewicht und mächtigen Ur-Mutanten Apocalypse verkörpern wird.
In deutschen Synchronisationen wird Isaac meistens von Alexander Doering oder Julien Haggège gesprochen, während ihm in einigen Filmen ebenso Florian Halm seine Stimme leiht.
Im Februar 2017 heiratete Isaac die dänische Filmregisseurin und Drehbuchautorin Elvira Lind, mit der er zwei Söhne (* 2017 und * 2019) hat.

## Filmografie (Auswahl)
- 2002: All About the Money (All About the Benjamins)
- 2006: Es begab sich aber zu der Zeit … (The Nativity Story)
- 2007: Das Leben vor meinen Augen (The Life Before Her Eyes)
- 2008: Der Mann, der niemals lebte (Body of Lies)
- 2009: Agora – Die Säulen des Himmels (Agora)
- 2009: Balibo
- 2010: Robin Hood
- 2011: Sucker Punch
- 2011: Drive
- 2011: W.E.
- 2012: 10 Years
- 2012: Revenge for Jolly!
- 2012: Das Bourne Vermächtnis (The Bourne Legacy)
- 2012: Um Klassen besser (Won’t Back Down)
- 2012: Gottes General – Schlacht um die Freiheit (For Greater Glory)
- 2013: Inside Llewyn Davis
- 2013: In Secret – Geheime Leidenschaft (In Secret)
- 2014: A Most Violent Year
- 2014: Die zwei Gesichter des Januars (The Two Faces of January)
- 2015: Ex Machina
- 2015: Mojave
- 2015: Show Me a Hero (Miniserie, 6 Episoden)
- 2015: Star Wars: Das Erwachen der Macht (Star Wars: The Force Awakens)
- 2016: X-Men: Apocalypse
- 2016: The Promise – Die Erinnerung bleibt (The Promise)
- 2017: Suburbicon
- 2017: Star Wars: Die letzten Jedi (Star Wars: The Last Jedi)
- 2018: Auslöschung (Annihilation)
- 2018: Operation Finale
- 2018: Van Gogh – An der Schwelle zur Ewigkeit (At Eternity’s Gate)
- 2018: So ist das Leben – Life Itself (Life Itself)
- 2018: Spider-Man: A New Universe (Spider-Man: Into the Spiderverse, Stimme)
- 2018–2019: Star Wars Resistance (Fernsehserie, 4 Episoden, Stimme)
- 2019: Triple Frontier
- 2019: Die Addams Family (The Addams Family, Stimme)
- 2019: Star Wars: Der Aufstieg Skywalkers (Star Wars: The Rise of Skywalker)
- 2020: Der Briefwechsel (The Letter Room, Kurzfilm)
- 2021: The Card Counter
- 2021: Die Addams Family 2 (The Addams Family 2, Stimme)
- 2021: Scenes from a Marriage (Miniserie, 5 Episoden)
- 2021: Dune
- 2022: Moon Knight (Fernsehserie, 6 Episoden)
- 2023: Spider-Man: Across the Spider-Verse (Stimme)
- 2024: What If…? (Fernsehserie, Episode 3x01)

## Auszeichnungen
- Golden Globe Awards 2016: Bester Hauptdarsteller – Miniserie oder Fernsehfilm, für Show Me a Hero
- Golden Globe Awards 2022: Nominierung als Bester Hauptdarsteller – Miniserie oder Fernsehfilm, für Scenes from a Marriage
- Primetime-Emmy-Verleihung 2022: Nominierung als Bester Hauptdarsteller – Miniserie oder Fernsehfilm, für Scenes from a Marriage